# Psammotettix kamtshaticus
Psammotettix kamtshaticus är en insektsart som beskrevs av Vilbaste 1980. Psammotettix kamtshaticus ingår i släktet Psammotettix och familjen dvärgstritar. Inga underarter finns listade i Catalogue of Life.